# Городище (Туринський міський округ)
Городи́ще (рос. Городище) — село у складі Туринського міського округу Свердловської області.
Населення — 636 осіб (2010, 792 у 2002).
Національний склад населення станом на 2002 рік: росіяни — 98 %.